# Кравчук, Игорь Александрович
И́горь Александрович Кравчу́к (род. 13 сентября 1966, Уфа) — советский и российский хоккеист, защитник, двукратный олимпийский чемпион, участник финала Кубка Стэнли 1992 года. Заслуженный мастер спорта СССР (1988). Делит с Владиславом Третьяком и Иржи Холиком рекорд по количеству олимпийских наград среди хоккеистов (по 4).

## Биография
Воспитанник уфимской хоккейной школы «Салават Юлаев». В 1983—1987 играл за «Салават Юлаев» (Уфа), затем, до 1992 года, выступал за ЦСКА. Всего в чемпионатах СССР в высшей лиге — 242 игры, 16 голов, 30 передач.
Золотой призёр юниорского чемпионата Европы 1984 года в Фюссене (ФРГ). Бронзовый призёр молодёжного чемпионата мира 1985 года в Финляндии. Чемпион мира среди молодёжи (до 20 лет) 1986 года. Трёхкратный обладатель кубка европейских чемпионов в составе ЦСКА, в 1987, 1988 и в 1989 гг. Чемпион мира 1990 года. Бронзовый призёр чемпионата мира и чемпион Европы 1991 года. Чемпион Олимпийских игр 1988 и 1992 годов. На ОИ в Альбервилле в 1992 году был включён в состав символической пятёрки. Серебряный призёр Олимпиады — 98, бронзовый 2002 года. Играл за сборную СССР на Кубках Канады 1987 и 1991 годов.
Выбран на драфте 1991 года командой «Чикаго Блэк Хоукс» в 4 раунде под 5 номером.
Сыграл свой первый матч в НХЛ в день подписания первого контракта — 27 февраля 1992 года и забил свой первый гол в тот же вечер.
В 1998 году принимал участие в Матче звёзд НХЛ. Всего за океаном хоккеист провёл 12 сезонов, за время которых сыграл 699 матчей и набрал 274 очка (64+210).
С 4 июля 2011 по март 2014 — скаут сборной России по Северной Америке. В сезоне 2012-13 был назначен главным тренером юниорской сборной команды России до 18 лет и занял 4-е место на ЮЧМ-2013 в Сочи. В сезоне 2014-15 был назначен на должность ассистента главного тренера команды «Северсталь» (Череповец). В сезоне 2017-18 был назначен на должность ассистента главного тренера команды Куньлунь Ред Стар, где работал в тренерском штабе с Майком Кинаном и Бобби Карпентером.
19 октября 2012 г. было объявлено, что Кравчук займёт пост главного тренера юниорской сборной России по хоккею. В 2013 году на чемпионате мира в Сочи занял 4-е место.
С мая по октябрь 2021 года работал директором по развитию хоккея академии «Авангард»
В июле 2022 года вошёл в тренерский штаб хоккейного клуба ЦСКА, в апреле 2024 года покинул клуб.
В июле 2025 года вошёл в тренерский штаб Алексея Жамнова в московском «Спартаке», став тренером по защитникам.

## Награды
- Медаль «За трудовую доблесть» (1988)
- Орден Почёта (26 декабря 2011) — за большой вклад в развитие физической культуры и многолетнюю добросовестную работу[15]